# Judith Nelson
Judith Anne Nelson, geboren Manes, (Evanston, Illinois, 10 september 1939 - San Francisco, 28 mei 2012) was een Amerikaanse sopraan.

## Levensloop
Neslon volbracht haar middelbare studies aan het St. Olaf College in Northfield, Minnesota en zong in koren zoals die van de University of Chicago en van de Universiteit van Californië - Berkeley.
Ze studeerde verder in het Studio der frühen Musik, Frankfurt, bij Andrea von Ramm, vervolgens in Californië bij Martial Singher.
Ze specialiseerde zich vroeg in het barokrepertoire en zong onder meer verschillende cantates van Georg Friedrich Händel, samen met de Academy of Ancient Music en Christopher Hogwood. Ze debuteerde in opera-uitvoeringen met de vertolking van de rol van Drusilla in Claudio Monteverdi’s L'Incoronazione di Poppea, tijdens een uitvoering in Brussel in 1979. Ze verdiepte zich ook in het Italiaanse repertoire, naast Claudio Monteverdi, de 'duos da camera' van Rossi en Cesti. Ze zong in duo met René Jacobs en het Concerto Vocale, en nam deel aan de integrale opname van de lyrische muziek van Henry Purcell.
Als soliste trad ze op doorheen de Verenigde Staten en Europa, zowel in concertzalen als voor radio en televisie. Ze trad op met de belangrijkste barokensembles, zoals de Academy of Ancient Music, Tafelmusik, het Philharmonia Baroque Orchestra, Aston Magna en Concerto Vocale. In Europa trad ze onder meer op in Brussel, Brugge, Innsbruck en Venetië (Teatro La Fenice). In de Verenigde Staten zong ze onder meer met het San Francisco Symphony Orchestra, het National Symphony Orchestra en het Los Angeles Philharmonic Orchestra.
Naast haar vertolkingen van barokmuziek, heeft ze ook vaak creaties gedaan van composities door hedendaagse Amerikaanse en Engelse componisten.
Judith Nelson was jurylid in 1981, 1984 en 1993 op het internationaal concours voor zang en barokinstrumenten, georganiseerd in Brugge in het kader van het Festival Musica Antiqua.

## Discografie
Nelson heeft aan talrijke platenopnamen meegewerkt, met orkesten onder de leiding van Christopher Hogwood, René Jacobs en Jeffrey Thomas.